# Unel·les
Els unel·les (llatí Unelli, Unellii, Veneli o Venellii, en grec antic Οὐένελοι) van ser un poble celta marítim d'Armòrica, a la Gàl·lia, esmentat per Juli Cèsar juntament amb els vènets, osismes, curiosolites i altres. La seva capital, segons Claudi Ptolemeu, s'anomenava Crociatonum. El seu territori era la península de Cotentin a l'actual departament de la Mànega, menys una part que és al departament de Calvados.

## Història
Publi Licini Cras els va sotmetre l'any 57 aC, però el 56 aC es van revoltar junt amb els curiosolites, els aulercs (Aulerci ebuvorices) i els lexovis i es va haver d'enviar una força de tres legions dirigides per Quint Tituri Sabí que va pacificar el territori. Els rebels anaven dirigits pel cap dels unel·les, Viridovix i al seu exèrcit es van unir gals d'arreu, fins a reunir una força molt gran. Tituri es va tancar al seu campament i va fer pensar als gals que estava en inferioritat, tenia por i volia fugir de nit. Els gals van atacar el campament, molt ben situat en un turó i amb pendents inclinades per totes bandes, pensant que els romans volien escapar-se, van córrer muntanya amunt carregats amb feixines per omplir els fossats, els romans van sortir per les portes del campament i van atacar l'enemic que ja arribava cansat. Van matar una gran quantitat de gals, i la cavalleria va perseguir els que fugien. Molt pocs van poder escapar. Cèsar descriu aquest fet a la seva obra Guerra de les Gàl·lies.
A la rebel·lió de Vercingetorix de l'any 52 aC els unel·les van participar amb sis mil homes per atacar a Cèsar.